# Oczatnica półksiężycowata
Oczatnica półksiężycowata, oczatnica półksiężycowa (Stagonomus amoenus) – gatunek pluskwiaka z podrzędu różnoskrzydłych i rodziny tarczówkowatych. Zamieszkuje zachodnią i środkową część Palearktyki.

## Taksonomia
Gatunek ten opisany został po raz pierwszy w 1781 roku przez Johana Christiana Fabriciusa pod nazwą Cimex bipunctatus. Nazwa ta okazała się być jednak młodszym homonimem nazwy użytej w 1758 roku przez Karola Linneusza, w związku z czym Johann Friedrich Gmelin w 1790 roku wprowadził dla niego nową nazwę Cimex italicus. Ta również okazała się być młodszym homonimem, tym razem nazwy wprowadzonej w 1766 roku przez Ottona Friedricha Müllera. W związku z tym za ważny uznaje się epitet gatunkowy nadany w 1832 roku przez Gasparda Auguste’a Brullégo w kombinacji Pentatoma amoenus. Jako miejsce typowe autor ów wskazał okolice Koroni w Grecji.
W 1852 roku gatunek ten umieszczony został przez Stanisława Batysa Gorskiego w monotypowym podrodzaju Pentatoma (Stagonomus), stając się jego gatunkiem typowym. W 1886 roku Jean-Baptiste Auguste Puton wyniósł ów podrodzaj do rangi osobnego rodzaju. W 1951 roku Aleksandr Kiriczenko włączył do rodzaju Stagnomus podrodzaj Dalleria, w związku z czym oczatnica półksiężycowa klasyfikowana była w monotypowym podrodzaju nominatywnym. W 2019 roku podział na podrodzaje zniesiony został przez Marcosa Roca-Cusachsa i Sunghoon Junga na podstawie morfologiczno-molekularnej analizy filogenetycznej.

## Morfologia
Pluskwiak o owalnym w zarysie i znacząco wypukłym ciele długości od 6 do 8 mm. Głowa jest jasna z gęstym, ciemnym punktowaniem. Przód głowy pochylony jest ku dołowi, a nadustek jest wolny, niezamknięty policzkami. Pięcioczłonowe czułki mają trzy pierwsze człony i nasadę członu czwartego jasne, zaś resztę członu czwartego i człon piąty czarne, co odróżnia ten gatunek od oczatnicy dwuplamej. Przód przedplecza jest głównie jasny, tył zaś czerwonobrązowy do krwistoczerwonego; całe przedplecze jest gęsto, ciemno punktowane. Tarczka jest czerwonobrązowa do krwistoczerwonej z ciemnym punktowaniem, z wyjątkiem pary jasnych, niepunktowanych wyniosłości w jej kątach nasadowo-bocznych. Półpokrywy są gęsto i ciemno punktowane, czerwonobrązowe do krwistoczerwonych, zwykle z półksiężycowatym rozjaśnieniem za tarczką. Listewka brzeżna odwłoka jest biała do bladożółtej, czarno plamkowana. Spód ciała jest żółty z obfitym, ciemnym punktowaniem. Samica ma szczyt odwłoka wydłużony i zaostrzony. U samca kapsuła genitalna cechuje się szerokim, trójkątnym wcięciem pośrodku.

## Ekologia i występowanie
Owad ciepłolubny, zasiedlający pobrzeża lasów, murawy i ogrody. Zarówno larwy jak i postacie dorosłe są fitofagami ssącymi soki z roślin. Najczęściej żerują na szałwiach, w tym na Salvia aethiops, szałwii austriackiej, Salvia grandiflora, Salvia horminum, szałwii omszonej, Salvia nutans, szałwii lekarskiej, szałwii łąkowej, Salvia scabiosaefolia, Salvia sibthorpii, Salvia stepposa, Salvia verbenaca i szałwii okręgowej. Wśród ich roślin żywicielskich wymienia się jednak również czystki, jeżyny, krwawniki, macierzanki, przetaczniki, wrzos zwyczajny i żmijowiec zwyczajny.
Gatunek palearktyczny. W Europie znany jest z Portugalii, Hiszpanii, Francji, Belgii, Włoch, Polski, Czech, Słowacji, Węgier, Ukrainy, Mołdawii, Rumunii, Bułgarii, Słowenii, Chorwacji, Bośni i Hercegowiny, Czarnogóry, Serbii, Albanii, Macedonii Północnej oraz europejskich części Rosji i Turcji. W Afryce Północnej podawany jest z Maroka, Algierii i Tunezji. W Azji notowany jest z Cypru, Turcji, Gruzji, Armenii, Azerbejdżanu, Syrii, Jordanii, Izraela, Iraku, Kazachstanu, Turkmenistanu, Uzbekistanu, Tadżykistanu, Kirgistanu, Iranu, Afganistanu i Indii.
W Polsce gatunek ten spotkany został jednokrotnie, w XX wieku w Iwoniczu w Beskidach.